# Amt Sternberger Seenlandschaft
Het Amt Sternberger Seenlandschaft is een samenwerkingsverband van 13 gemeenten en ligt in de Landkreis Ludwigslust-Parchim van de Duitse deelstaat Mecklenburg-Voor-Pommeren. De bestuurszetel bevindt zich in de stad Sternberg.
Het Amt werd gesticht in 2001, toen bestaande uit acht gemeenten. In 2003 werd de gemeente Groß Görnow toegevoegd aan de stad Sternberg, zodat het Amt nog uit zeven gemeenten bestond. In 2004 kwamen daar de zes gemeenten van het toen opgeheven Amt Bruël bij. Het Amt bestaat nu uit de volgende gemeenten:
- Blankenberg met Friedrichswalde, Penzin, Weiße Krug en Wipersdorf
- Borkow met Hohenfelde, Neu Woserin, Rothen, Schlowe en Woserin
- Stad Brüel met Alt Necheln, Golchen, Keez, Kronskamp, Necheln, Neu Necheln en Thurow
- Dabel met Dabel-Woland, Holzendorf en Turloff
- Hohen Pritz met Dinnies, Klein Pritz en Kukuk
- Kobrow met Dessin, Kobrow 2, Stieten en Wamckow
- Kuhlen-Wendorf met Gustävel, Holdorf, Holzendorf, Kuhlen, Müsselmow, Nutteln, Tessin, Weberin, Wendorf en Zaschendorf
- Langen Jarchow met Häven en Klein Jarchow
- Mustin met Bolz, Lenzen en Ruchow
- Stad Sternberg met Gägelow, Groß Görnow, Groß Raden, Klein Görnow, Neu Pastin, Pastin, Sagsdorf, Sternberger Burg en Zülow
- Weitendorf met Jülchendorf, Jülchendorfer Meierei, Kaarz, Schönlage en Sülten
- Witzin met Loiz
- Zahrensdorf met Tempzin